# فنسنت جيل
فنسنت جيل (1939 - 22 أغسطس 2022)، هو مُمثل سينمائي وتلفزيوني أسترالي. وُلد عام 1939 في مدينة سيدني.

## روابط خارجية
- فنسنت جيل على موقع IMDb (الإنجليزية)
- فنسنت جيل على موقع ألو سيني (الفرنسية)
- فنسنت جيل على موقع قاعدة بيانات الأفلام السويدية (السويدية)
- فنسنت جيل على موقع قاعدة بيانات الفيلم (الإنجليزية)
- فنسنت جيل على موقع كينوبويسك (الروسية)